# Конуэй (Арканзас)
Конуэй (англ. Conway, Arkansas) — город, расположенный в округе Фолкнер (штат Арканзас, США) с населением в 59 511 человек по статистическим данным 2009 года. Административный центр округа Фолкнер.
По численности населения занимает девятое место среди всех населённых пунктов штата Арканзас и является вторым наиболее быстрорастущим городом штата. В Конуэе находятся три высших учебных заведения, поэтому город зачастую неофициально называют «Городом колледжей».

## История
Посёлок Конуэй был основан вскоре после окончания Гражданской войны бывшим главным инженером железнодорожной компании «Little Rock-Fort Smith Railroad» (ныне — Union Pacific Railroad) Асой П. Робинсоном, который в качестве части компенсации при увольнении из компании получил одну квадратную милю земли близ старого поселения Кадрон. При строительстве железной дороги через место будущего города Робинсон инициировал возведение на своей земле здания железнодорожного депо и станции, названной им «Конвей-Стейшн» в честь известной арканзасской семьи Конвеев. В течение нескольких лет в Конвей-Стейшн были построены два небольших магазина, товарный склад, гостиница и отделение почтовой связи.
В Конуэе родился бывший глава Верховного суда штата Арканзас Джеймс Д. Джонсон, который дважды неудачно баллотировался на выборах в губернаторы штата, в 1956 году проиграв демократу Орвалу Юджину Фобасу (англ. Orval Eugene Faubus) и в 1966 году — республиканцу Уинтропу Рокфеллеру. После смерти Рокфеллера консерватор Джонсон перешёл в республиканскую партию. В 1968 году Джонсон проиграл Джеймсу Уильяму Фулбрайту выборы в Сенат США, а его супруга Вирджиния Джонсон в том же году провалила губернаторскую гонку в Арканзасе.

## География
По данным Бюро переписи населения США город Конуэй имеет общую площадь в 91,32 квадратных километров, из которых 90,78 кв. километров занимает земля и 0,54 кв. километров — вода. Площадь водных ресурсов округа составляет 0,59 % от всей его площади.
Конуэй расположен на высоте 95 метров над уровнем моря.

## Демография
| Год  | Население |
| ---- | --------- |
| 1940 | 5800      |
| 1950 | 8600      |
| 1960 | 12 500    |
| 1970 | 15 510    |
| 1980 | 20 375    |
| 1990 | 26 481    |
| 2000 | 43 167    |
| 2009 | 59 511    |

По данным переписи населения 2000 года в Конуэе проживало 43 167 человек, 10 168 семей, насчитывалось 16 039 домашних хозяйств и 17 289 жилых домов. Средняя плотность населения составляла около 475,56 человека на один квадратный километр. Расовый состав Конуэя по данным переписи распределился следующим образом: 84,0 % белых, 12,1 % — чёрных или афроамериканцев, 0,36 % — коренных американцев, 1,25 % — азиатов, 0,03 % — выходцев с тихоокеанских островов, 1,23 % — представителей смешанных рас, 0,98 % — других народностей. Испаноговорящие составили 3,47 % от всех жителей города.
Из 16 039 домашних хозяйств в 33,0 % — воспитывали детей в возрасте до 18 лет, 49,0 % представляли собой совместно проживающие супружеские пары, в 11,2 % семей женщины проживали без мужей, 36,6 % не имели семей. 26,1 % от общего числа семей на момент переписи жили самостоятельно, при этом 7,2 % составили одинокие пожилые люди в возрасте 65 лет и старше. Средний размер домашнего хозяйства составил 2,44 человек, а средний размер семьи — 2,99 человек.
Население города по возрастному диапазону по данным переписи 2000 года распределилось следующим образом: 23,3 % — жители младше 18 лет, 22,4 % — между 18 и 24 годами, 29,2 % — от 25 до 44 лет, 16,1 % — от 45 до 64 лет и 9,0 % — в возрасте 65 лет и старше. Средний возраст жителей составил 27 лет. На каждые 100 женщин в Конуэе приходилось мужчин, при этом на каждые сто женщин 18 лет и старше приходилось 87,2 мужчин также старше 18 лет.
Средний доход на одно домашнее хозяйство в городе составил 37 063 доллара США, а средний доход на одну семью — 47 912 долларов. При этом мужчины имели средний доход в 35 021 доллар США в год против 25 418 долларов среднегодового дохода у женщин. Доход на душу населения в городе составил 18 509 долларов в год. 9,3 % от всего числа семей в округе и 16,3 % от всей численности населения находилось на момент переписи населения за чертой бедности, при этом 15,0 % из них были моложе 18 лет и 10,8 % — в возрасте 65 лет и старше.

## Известные уроженцы и жители
- Крис Аллен — певец-песенник, победитель музыкального телешоу American Idol сезона 2009 года
- Пейтон Хиллис — профессиональный игрок в американский футбол
- Дэвид Эйерс — актёр
- Джерард Джил — актёр
- Брюс Молдер — профессиональный игрок в гольф
- Джеймс Д. Джонсон (1924—2010) — бывший глава Верховного суда Арканзаса, кандидат в губернаторы штата на выборах 1956 и 1966 годов, кандидат в сенаторы США от Арканзаса 1968 года
- Скотти Пиппен — баскетболист, шестикратный чемпион НБА